# ثقافة أستراليا

علم أستراليا.

ثقافة أستراليا أو الثقافة في أستراليا هي كل الثقافات التي مرَّ بها تاريخ أستراليا على مرِّ العصور ومازالت تؤثر في مجتمع أستراليا إلى يومنا هذا.
تأثرت الثقافة الأسترالية بالثقافة الغربية الأنجلو سلتيك منذ عام 1788 . وكانت البيئة الأسترالية الطبيعية والثقافات الأصلية لها تأثير مميز أيضا على ملامح الثقافة في البلاد.
ومنذ منتصف القرن العشرون أثرت الثقافة الشعبية للولايات المتحدة الأمريكية بشدة على أستراليا، لا سيما من خلال التلفزيون والسينما. تأثيرات ثقافية أخرى تأتي من البلدان الآسيوية المجاورة، ومن خلال الهجرة على نطاق واسع من غير الدول الناطقة باللغة الإنكليزية.

## تطور الثقافة الأسترالية
تعود أقدم التقاليد الثقافية التي سارية في أستراليا -وبعض من أقدم التقاليد الثقافية التي حيّة على وجه الأرض- إلى الشعوب الأصلية وسكان جزر مضيق توريس في أستراليا. عاش أسلافهم في أستراليا ما بين 40 ألف و60 ألف سنة، متّبعين نمط حياة يعتمد على الجمع والالتقاط. في عام 2006، قدّر عدد السكان الأصليين بنحو 517 ألف نسمة، أو 2.5% من المجموع الكلي للسكان. لدى معظم السكان الأصليين الأستراليين نظام عقائدي يستند إلى الأحلام (ألتيجيرا)، أو زمن الحلم، الذي يشير إلى الوقت الذي خلقت فيه أرواح الأجداد الأرض والثقافة، وإلى المعارف والممارسات التي تحدد المسؤوليات الفردية والمجتمعية والهوية. كان الصراع والمصالحة بين السكان الأصليين والأستراليين غير الأصليين مصدرًا للكثير من الفنون والأدب في أستراليا، وأصبحت الأنماط الفنية للشعوب الأصلية القديمة والاختراعات ذات الرمزية مثل الكيد (الخذوف)، وآلة ديدجيريدو الموسيقية، والموسيقى الأسترالية الأصلية رموزًا لأستراليا الحديثة.
كان وصول أول مستوطنين بريطانيين إلى سيدني التي نعرفها اليوم في عام 1788 سببًا في تعريف القارة الأسترالية بالحضارة الغربية. على الرغم من أن سيدني كانت في البداية تستخدم من قبل البريطانيين منفًى للسجناء، إلا أن وصول البريطانيين كان بمثابة الأساس الذي قامت عليه المؤسسات الديمقراطية في أستراليا وحكم القانون، واستقدموا معهم تقاليد قديمة من الأدب الإنجليزي، والفنون الغربية والموسيقى الغربية، وآداب التراث اليهودي-المسيحي، والآفاق المستقبلية الدينية، إلى قارة جديدة.
توسعت الإمبراطورية البريطانية في مختلف أنحاء القارة وأنشأت ست مستعمرات. كانت المستعمرات في الأصل تستخدم للعقاب، باستثناء أستراليا الغربية وجنوب أستراليا، التي أنشئت بوصفها «مستعمرة حرة» لا يوجد فيها مدانون، ورؤية لمنطقة ذات حريات سياسية ودينية، إلى جانب فرص لتحقيق الثروة من خلال الاستثمارات التجارية والرعوية. على أية حال، أصبحت أستراليا الغربية مستعمرة لتنفيذ الأحكام الجزائية بعد وصول أعداد قليلة من من المستوطنين الأحرار. انبثقت أديلايد، عاصمة جنوب أستراليا، من مكانتها كمنطقة خالية من المجرمين، وشهدت ازدهارًا منذ أواخر القرن التاسع عشر.
تراوح الاحتكاك بين السكان الأصليين الأستراليين والمستوطنين الجدد بين القسوة والصراعات العنيفة، ولكن الأمراض التي جلبها الأوروبيون معهم جلبت الدمار لكل من السكان الأصليين وثقافتهم. وفقًا للمؤرخ جيفري بلايني، خلال الفترة الاستعمارية: «اكتسح كل من الجدري والحصبة والإنفلونزا وغيرها من الأمراض الجديدة مخيمات السكان الأصليين واحدًا تلو الآخر.. كان الغازي الأكبر للشعوب الاصلية هو المرض وفساد الأخلاق.
أسس وليام وينتوورث أول حزب سياسي أسترالي في عام 1835 للمطالبة بحكومة ديمقراطية في نيو ساوث ويلز. منذ خمسينيات القرن التاسع عشر، بدأت المستعمرات بكتابة الدساتير التي أنتجت برلمانات متقدمة ديمقراطيًا على أساس ملكي دستوري، وكانت الملكة فيكتوريا رئيسة للدولة.
تحقق حق اقتراع المرأة في أستراليا منذ التسعينات. أصبحت المرأة مؤهلة للتصويت في جنوب أستراليا في عام 1895. كان هذا أول تشريع في العالم يسمح للمرأة بالترشح لمنصب سياسي، وفي عام 1897، أصبحت كاثرين هيلن سبنس، من أديلاد، أول مرشحة سياسية. رغم التطور المستمر، إلا أن الأسس الرئيسية للحكومة البرلمانية المنتخبة حافظت على استمرارية تاريخية في أستراليا من خمسينيات القرن الحادي والعشرين.
خلال الحقبة الاستعمارية، تطورت أشكال مميزة من الفن والموسيقى واللغة والأدب الأسترالي من خلال حركات مثل مدرسة هايدلبرج للرسامين والقصائد من نمط «بوش بالا» التي ألفها أمثال هنري لاوسون وبانجو باترسون، الذين كان شعرهم ونذرهم يساهمان كثيرًا في تعزيز نظرة أسترالية قائمة على المساواة، والتي أعطت قيمة عالية لمفهوم العِشرة. استقدمت بريطانيا في هذا الوقت ألعاب مثل الكريكيت والرغبي، وباتت كرة القدم ذات القواعد الأسترالية شكلًا مثمّنًا من التقاليد الثقافية.
تأسس كومنولث أستراليا في عام 1901 بعد سلسلة من الاستفتاءات التي أجريت في المستعمرات البريطانية في أستراليا. أرسى الدستور الأسترالي ديمقراطية اتحادية، وكرّس حقوق الإنسان مثل المواد 41 (الحق في التصويت)، و80 (الحق في المثول أمام هيئة محلفين)، و116 (حرية العقيدة) باعتبارها مبادئ أساسية للقانون الأسترالي، وتضمن حقوقًا اقتصادية مثل تقييد الحكومة في الحصول على الممتلكات فقط «وفق شروط منصفة». تأسس حزب العمل الأسترالي في تسعينيات القرن التاسع عشر، وتأسس الحزب الليبرالي في أستراليا في عام 1944، وأصبحا من الأحزاب السياسية السائدة والمنافسة في السياسة الأسترالية، مع وجود أحزاب أخرى مختلفة كانت ولا تزال تتمتع بنفوذ كبير. التصويت إجباري في أستراليا، يتم تشكيل الحكومة أساسًا من جانب جماعة تشغل أغلبية المقاعد في مجلس النواب الأسترالي لاختيار زعيم يصبح رئيسًا للوزراء. لا يزال نظام الحكم في أستراليا ملكيًا دستوريًا يقوم فيه الحاكم العام الذي تختاره الحكومة الأسترالية بواجبات شرفية وإجرائية.
حاربت أستراليا إلى جانب بريطانيا منذ بداية الحرب العالمية الأولى والحرب العالمية الثانية وتعرضت لهجوم من إمبراطورية اليابان خلال النزاع الأخير. أثرت هذه الحروب بشدة على الشعور القومي الأسترالي وتطورت أساطير تفخر بسلاح الجيش الأسترالي والنيوزيلندي، إذ رمزت إلى فضائل مكامن الحياة والشجاعة والقدرة على التحمل في سبيل الأمة.
تمتعت المستعمرات الأسترالية بفترة من الهجرة متعددة الأعراق خلال فترة حمى الذهب الأسترالي في النصف الأخير من القرن التاسع عشر، ولكن بعد إعلان الفيدرالية عام 1901، حرص البرلمان على سياسة أستراليا البيضاء التي أعطت الأفضلية للمهاجرين البريطانيين وتضمن أن تظل أستراليا مجتمعًا يغلب عليه الأنجلو-سيلتيك حتى نهاية القرن العشرين. شهد برنامج الهجرة في مرحلة ما بعد الحرب العالمية الثانية تفكيك السياسة من قبل الحكومات المتعاقبة، الأمر الذي سمح بوصول عدد كبير من المهاجرين من جنوب أوروبا، ثم من آسيا والشرق الأوسط في وقت لاحق. قامت حكومة مينزيس التي استمرت بين عامي (1949 و1966) وحكومة هولت بتفكيك الحواجز القانونية أمام الهجرة متعددة الأعراق، وبحلول السبعينات، كانت حكومتا ويتلام وفريزر تعززان التعددية الثقافية.
احتفظت بعض الدول والأقاليم في أستراليا بالقوانين التمييزية المتعلقة بحقوق التصويت للسكان الأصليين في الستينات، وفي تلك الفترة تأسست المساواة القانونية الكاملة. وافق الناخبون بأغلبية ساحقة على استفتاء أجري في عام 1967 لإدراج جميع السكان الأصليين في تعداد سجل الناخبين. في عام 1984، تم تعقب مجموعة من شعب بينتوبي الذين كانوا يعيشون حياة تقليدية تعتمد على الصيد وجمع الثمار في صحراء جيبسون وإحضارهم إلى مستوطنة. يعتقد أنهم كانوا آخر قبيلة لم تحظى باتصال مع العالم الخارجي من قبل.
وفي حين ظل النفوذ الثقافي البريطاني قويًا في القرن الحادي والعشرين، أصبحت التأثيرات الأخرى متزايدة الأهمية. اعتُمدت رياضة ركوب الأمواج التابعة لهاواي في أستراليا، حيث كانت كل من ثقافة الشاطئ وحركة حرس الشواطئ التي تطورت محليًا مزدهرتين بالفعل في أوائل القرن العشرين. احتضنت أستراليا ثقافة البوب والسينما الأميركية في القرن العشرين، ثم اكتسحت موسيقى الريف والروك أند روك أستراليا، مُدعمة بتكنولوجيا التلفاز الجديدة واستضافة محتوىً أمريكي. أعلنت دورة ملبورن الأوليمبية في عام 1956 عن أمة تتسم بالثقة والرخاء في مرحلة ما بعد الحرب، كما رسمت رموز ثقافية جديدة مثل نجم موسيقى الريف الأسترالي سليم دستي، وباري همفريز هوية أسترالية فريدة.

## الدين
الدين في أستراليا كما ورد في إحصاء لعام 2011

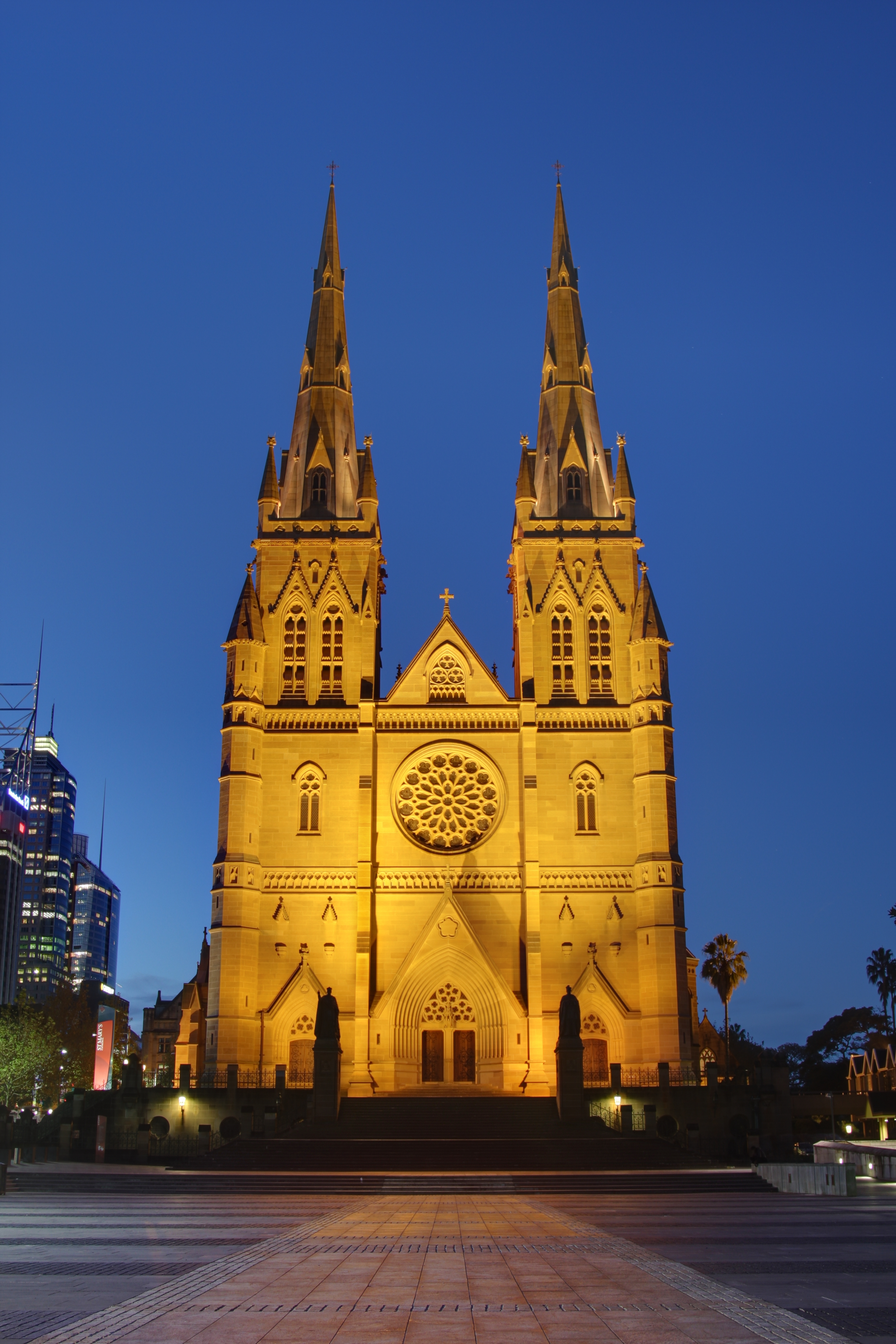
كاتدرائية سانت ميري الكاثوليكيَّة في مدينة سيدني.

تعتبر المسيحية هي الديانة الأكثر شيوعيًا بنسبة 61.1% والبوذية 2.5% والإسلام 2.2% والهندوسية 1.3% .

### الفنون
يعتقد أن الفنون البصرية الأسترالية قد بدأت في الكهوف عن طريق السكان الأصليون. واعتمد الأستراليين الأصليين إلى حد كبير على نقل فنونهم الشعبية شفهيا، من خلال الاحتفالات والقصص. ومنذ الاستيطان الأوروبي، أصبحت المناظر الطبيعية هي أحد مواضيع الفن الأسترالي. المناظر الطبيعية في البلاد لا تزال يشكل مصدر إلهام للفنانين الحداثية الأستراليين، وقد تم تصوير ذلك في الأعمال المشهود لهم من قبل من أمثال سيدني نولان،  فريد ويليامس، سيدني لونغ، وكليفتون بف. ويعد الفن المعاصر للسكان الأصليين هو الحركة الفنية الوحيدة ذات الأهمية الدولية للخروج من أستراليا  و«أخر حركة فنية عظيمة للقرن العشرين».
كما تأثر الأدب الأسترالي بالمناظر الطبيعية أيضا، فأعمال كتاب مثل بانجو باترسون، هنري لوسون، ودوروثيا ماكيلار تعد مثالا على ذلك. وكون البلاد مستعمرة سابقا، وتمثل ذلك في الأدب في وقت مبكر، له شعبية مع أستراليا الحديثة. وفي عام 1973، منح باتريك وايت على جائزة نوبل في الأدب، وهو أول أسترالي يحقق هذا.

### المطبخ

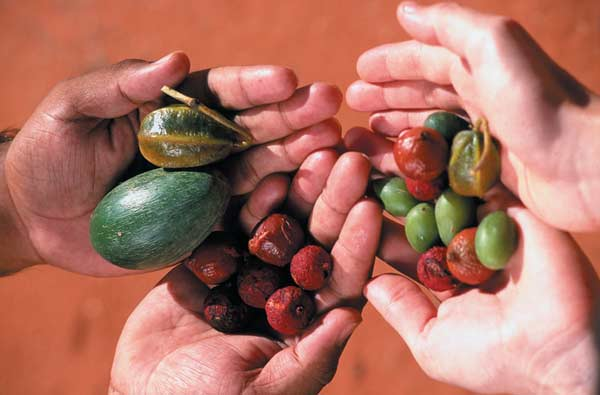
بعض الاطعمة المتعلفة للسكان الاصليين في أستراليا.

تأثر طعام السكان الأصليين كثيراً بالبيئة المحيطة. فاعتمدت معظم القبائل البدائية على الصيد وجمع الفاكهة والنباتات. ثم أدخل المستوطنون الأوائل الأطعمة الإنكليزية للقارة، 
وهي أنواع الأطعمة التي أثرت كثيرا في الأكلات المحببة لكثير من الأستراليين اليوم. منذ بداية القرن العشرون، ازداد تأثّر الأطعمة الأسترالية بالمهاجرين للبلاد خصوصا القادمين من أوروبا الجنوبية ومن آسيا.
يُصنع الخمر في أستراليا في 60 منطقة إنتاج مختلفة، وهو ما يتكون من إجمالي مساحة ما يقرب من 160 ألف هيكتار تتمركز في الأساس في جنوب البلاد لاعتدال المناخ هناك. كل منطقة في هذه الولايات تنتج نوع مختلف من الخمر على حسب نوع التربة والمناخ السائد فيها. وقد فاز خمر بينفولذز غرانغ بجائزة «واين سبكتاتر» لأفضل نوع خمر في عام 1995، وهي الجائزة التي يفوز بها نوع خمر من خارج أوروبا أو كالفورنيا لأول مرة.

### الرياضة

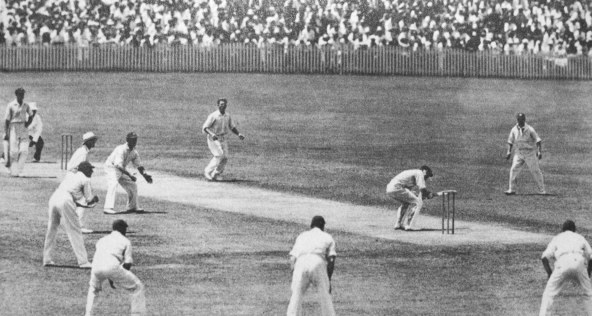
رياضة الكريكت تحتل مكانة هامة في الرياضة الأسترالية منذ القرن التاسع عشر.

يحرص حوالي 24 بالمئة من الأستراليين من هم 15 سنة أو أكبر على الانخراط في أنشطة رياضية منظمة. تعد كرة القدم الأسترالية والكريكت من أكثر الرياضات شعبية في أسترالية. كما أن أستراليا تتميز بالرياضات المائية وخاصة ركوب الأمواج، رياضات الزوارق السريعة والزوارق الشراعية. وتعد أستراليا ثاني أعلى دولة من حيث الفوز بالمدليات في رياضة السباحة بالألعاب الأوليمبية.
اشتركت أستراليا في في جميع دورات ألعاب أولمبية صيفية في الفترة الحديثة. وفي جميع دورات ألعاب الكومنولث أيضا. واستضافت أستراليا دورتي الألعاب الأوليمبية الصيفية في 1956 بملبرون و2000 بسيدني. كما استضافت أستراليا أربع دورات لألعاب الكومنولث في أعوام 1938 و1962 و1982 و2006. بعض الفاعليات الرياضية الكبيرة التي استضافتها أستراليا تشمل بطولة أستراليا المفتوحة للتنس ومباريات دولية في رياضة الكريكت وجائزة أستراليا الكبرى للفورملا وان.

## اُنظر أيضًا
- حكومة أستراليا.
- أستراليا.
- سكان أستراليا.